# 11469 Rozitis
A 11469 Rozitis (ideiglenes jelöléssel (11469) 1981 EZ42) a Naprendszer kisbolygóövében található aszteroida. Schelte J. Bus fedezte fel 1981. március 2-án.

## Kapcsolódó szócikk
- Kisbolygók listája (11001–11500)